# Бриджуотер, Джордж
Джордж Бриджуотер (англ. George Spencer Bridgewater; род. 18 января 1983, Веллингтон) — новозеландский гребец (академическая гребля), трёхкратный призёр чемпионатов мира по академической гребле 2005—07 годов; бронзовый призёр летних Олимпийских игр 2008 года в соревновании двоек.

## Биография
Джордж Бриджуотер родился в Веллингтоне, Новая Зеландия. Был третьим ребенком в семье (имеет двоих братьев). В 9-летнем возрасте был отдан в школу-интернат в Веллингтоне. Джордж, по его словам, рост довольно ленивым ребенком и заняться гребным спортом его вынудили родители и учитель английского языка из школы-интерната, где он обучался.
Первое выступление Джорджа состоялось в 1999 году на соревнованиях по гребле при Веллингтонском колледже. В 2009 году Бриджуотер на время прекратил международные выступления, сконцентрировавшись на обучении в Оксфордском университете. После этого работал трейдером в компании "Morgan Stanley" в Гонконге и Сингапуре. В 2014 году Джордж Бриджуотер вернулся в Новую Зеландию и продолжил занятия греблей. Женат на новозеландке с русскими корнями - Рейчел Гуди. В браке имеет двоих детей. На данный момент вместе с одним из своих братьев занимается бизнесом в совместной компании - The Pure Food Co.

### Олимпийские выступления
В двадцати пяти летнем возрасте был включен в состав олимпийской сборной Новой Зеландии. Первыми в карьере и единственным успешным выступлением стало участие в Летних Олимпийских играх 2008 года в Пекине. В заплыве двоек, вместе с напарником Натаном Туэддлом, с результатом 6:44.19 их пара завоевала бронзовую медаль, уступив первенство соперникам из Канады (6:39.55 — 2-е место) и Австралии (6:37.44 — 1-е место).